# Бобрицкий, Павел Сергеевич
Павел Сергеевич Бобрицкий (укр. Павло Сергійович Бобрицький, позывной — Фокс; 5 июля 1996, Козиевка — 5 июня 2022, Гусаровка) — украинский военнослужащий, лейтенант, участник российско-украинской войны. Герой Украины (2025, посмертно).

## Биография
Родился 5 июля 1996 года в селе Козиевка Краснокутского района Харьковской области. После окончания школы получил специальность водителя-тракториста в Краснокутском лицее.
С началом российско-украинской войны в 2014 году добровольно вступил в ряды Вооружённых сил Украины. Прошёл подготовку в 169-м учебном центре «Десна», после чего служил в 36-й отдельной бригаде морской пехоты, участвовал в АТО на востоке Украины и в обороне Мариуполя. Позднее заключил контракт на прохождение военной службы в составе 92-й отдельной механизированной бригады.
Получил военное образование в Национальной академии сухопутных войск имени гетмана Петра Сагайдачного, досрочно выпустился 5 марта 2022 года и получил офицерское звание.
Во время российского вторжения в Украину командовал взводом в 4-й отдельной танковой бригаде. Погиб 5 июня 2022 года при выполнении боевого задания в районе села Гусаровка Харьковской области. Похоронен в родном селе Козиевка.

## Награды
- Звание «Герой Украины» с удостоением ордена «Золотая Звезда» (21 февраля 2025, посмертно) — за личное мужество и героизм, проявленные в защите государственного суверенитета и территориальной целостности Украины, верность военной присяге[1].
- Медаль «За военную службу Украине» (12 июля 2022, посмертно) — за личное мужество и отвагу, проявленные в защите государственных интересов, укрепление обороноспособности и безопасности Украины[2].